# Emanuel Gat
Emanuel Gat, né le 7 mars 1969 à Hadera en Israël,, est un chorégraphe israélien de danse contemporaine.

## Biographie
Emanuel Gat a des origines familiales marocaines, du côté de son père. Ancien sportif, il étudie la musique à la Rubin Academy of Music pour devenir directeur d'orchestre et découvre la danse à 23 ans, après son service militaire. Il travaille alors avec les chorégraphes et pédagogues israéliens Liat Dror et Nir Ben Gal.
Ses premières chorégraphies à succès datent du début des années 2000, mais il sera particulièrement remarqué grâce à la création de son Sacre du printemps et de Voyage d'hiver qui seront récompensés en 2006 par un Bessie Award. Il fonde sa propre compagnie Emanuel Gat Dance en 2004 au Suzanne Dellal Centre à Tel Aviv, avant de s'établir en France, avec sa famille (sa femme et ses cinq enfants), à la Maison de la danse intercommunale d'Istres en octobre 2007. Il collabore également avec des compagnies internationales comme invité.
L'œuvre d'Emanuel Gat est très liée à la musique sur laquelle il utilise un langage chorégraphique hérité de la danse post-moderne et de l'étude du mouvement pur. Ce très fort lien avec entre la danse et la musique est particulièrement exploré en 2011 avec Brilliant Corners, ballet pour dix danseurs pour lequel il écrit tout à la fois la chorégraphie, la musique originale, et la scénographie. En 2013, il est l'artiste associé du Festival Montpellier Danse pour lequel il chorégraphie quatre pièces très remarquées et propose deux expositions photographiques sur son travail,. De plus, il organise huit sessions de création interactives (de deux heures chacune), intitulées « The Surprising Complexity of Simple Pleasures », ouverte au public afin de « donner à voir le processus d'élaboration dont il est exclu, et le partager » lors de laquelle il crée en direct une pièce sous le regard des spectateurs qui peuvent questionner sa démarche chorégraphique.

## Principales chorégraphies
- 1994 : Four Dances
- 1996 : Polipopipop
- 2003 : Ana wa Enta et Two Stupid Dogs
- 2004 : Le Sacre du printemps sur la musique d'Igor Stravinsky
- 2005 : Voyage d'hiver sur la musique de Schubert
- 2006 : K626 sur le Requiem de Mozart
- 2007 : 3for2007 composé du solo My Favorite Things, du duo Petit torn de dança et de Through the Center.
- 2007 : Trotz dem alten Drachen pour le Tanztheater Bremen
- 2008 : Windungen sur une musique de Iannis Xenakis, dans le cadre de Suresnes Cités Danse.
- 2008 : Silent Ballet et Sixty Four sur L'Art de la fugue de Bach, créés lors du Festival Montpellier Danse
- 2009 : Hark ! sur Flow my tears, Go Night Cares, Sorrow Stay de John Dowland créé à l'Opéra de Paris
- 2009 : Variations d'hiver créé lors de l'American Dance Festival
- 2010 : In Translation pour la Candoco Dance Company
- 2010 : Satisfying Musical Moments pour la Sydney Dance Company
- 2010 : Observation Action pour le Ballet de l'Opéra national du Rhin
- 2010 : The Revised and Updated Bremen Structures pour le Tanztheater Bremen
- 2011 : Brilliant Corners, créé lors du Festival Montpellier Danse
- 2011 : Preludes & Fugues pour le Ballet du Grand Théâtre de Genève[9]
- 2013 : The Goldlandbergs, Corner Etudes, It's People How Abstract Can It Get? et Danse de cour, quatre pièces créées pour le Festival Montpellier Danse
- 2013 : Transposition #1 et Transposition #2 pour CCN[Lequel ?]
- 2016 : Sunny créée avec Awir Leon
- 2018 : Story Water, présentée dans la Cour d'honneur au festival d'Avignon de 2018 (avec l’Ensemble Modern)[10]

## Prix et distinctions
- 2004 : Prix Landau[6]
- 2005 : Prix du Ministère de la Culture israélien[6].
- 2006 : Prix IcExcellence de l'Israel Cultural Excellence Foundation (en)[6].
- 2006 : Bessie Award pour Le Sacre du printemps.